# 彩雲

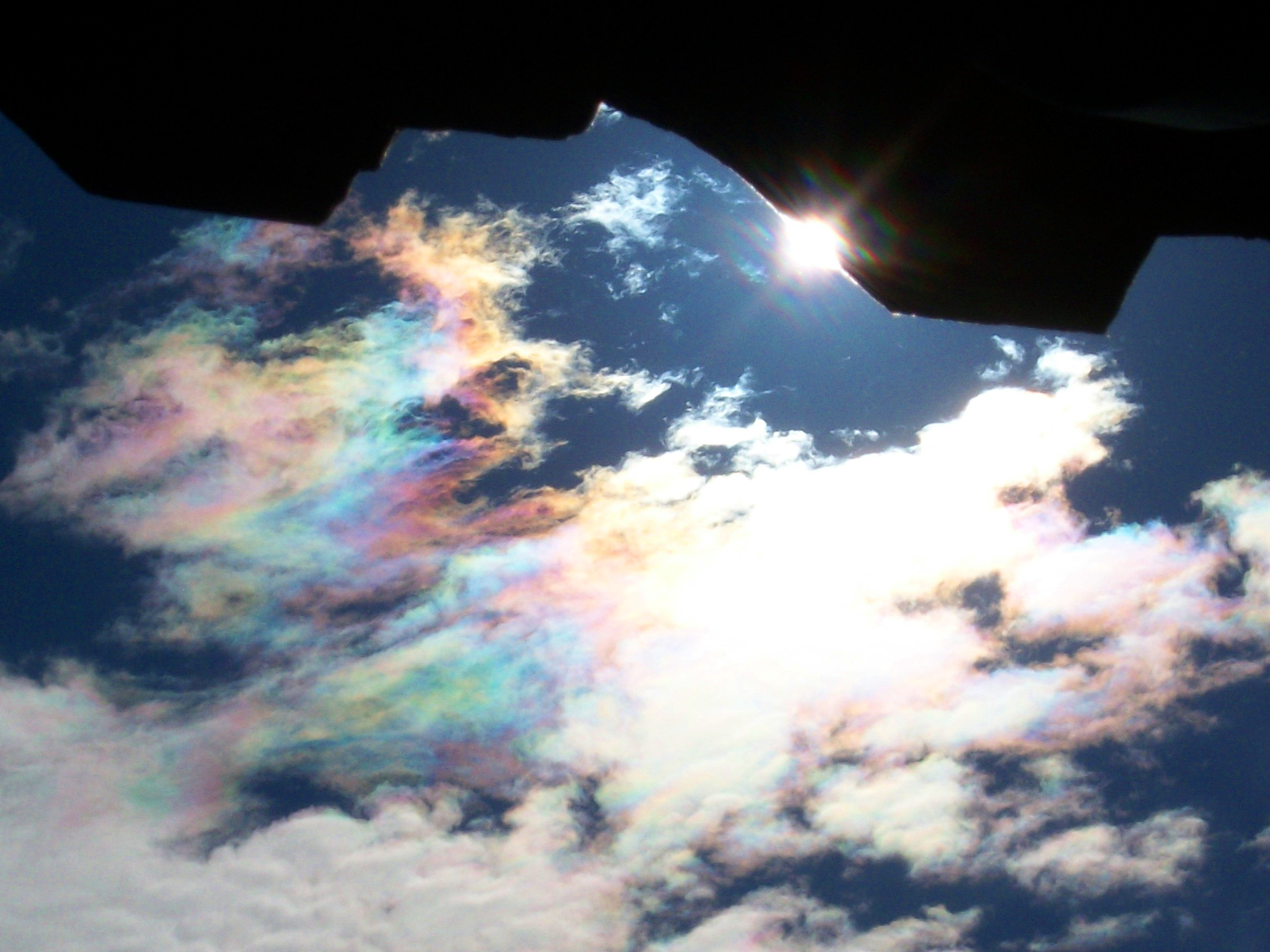
彩雲

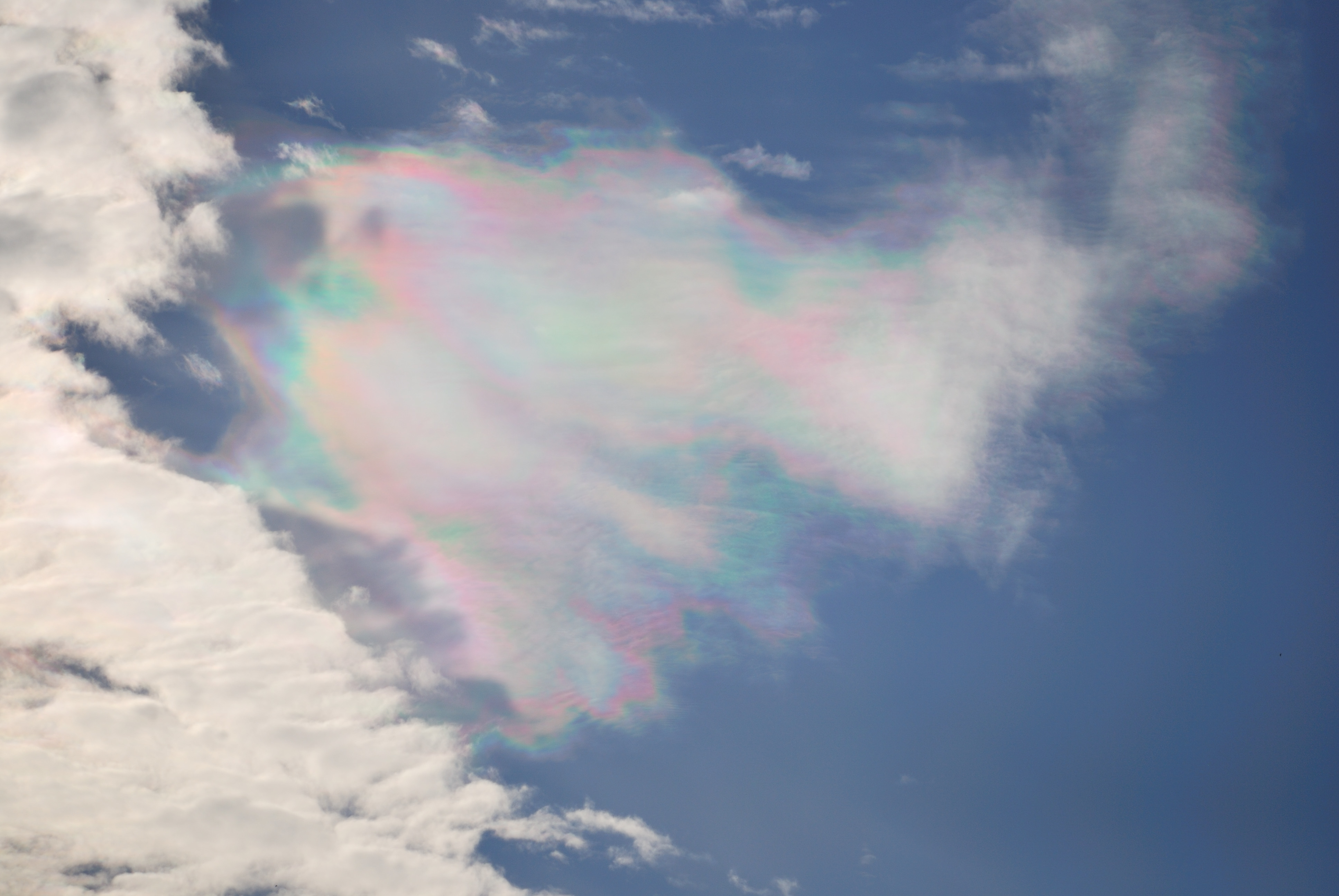
巻積雲の彩雲

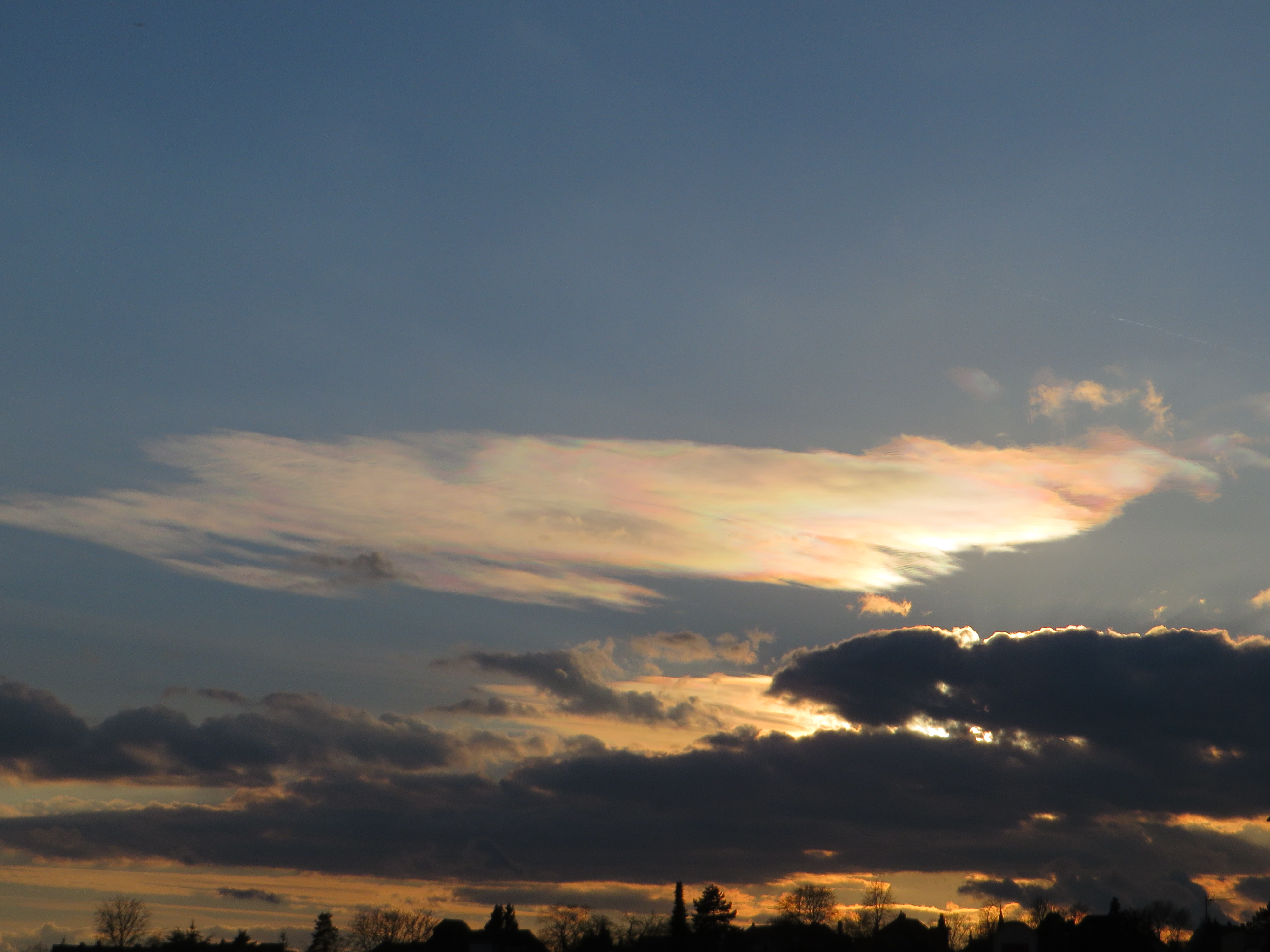
巻積雲の彩雲

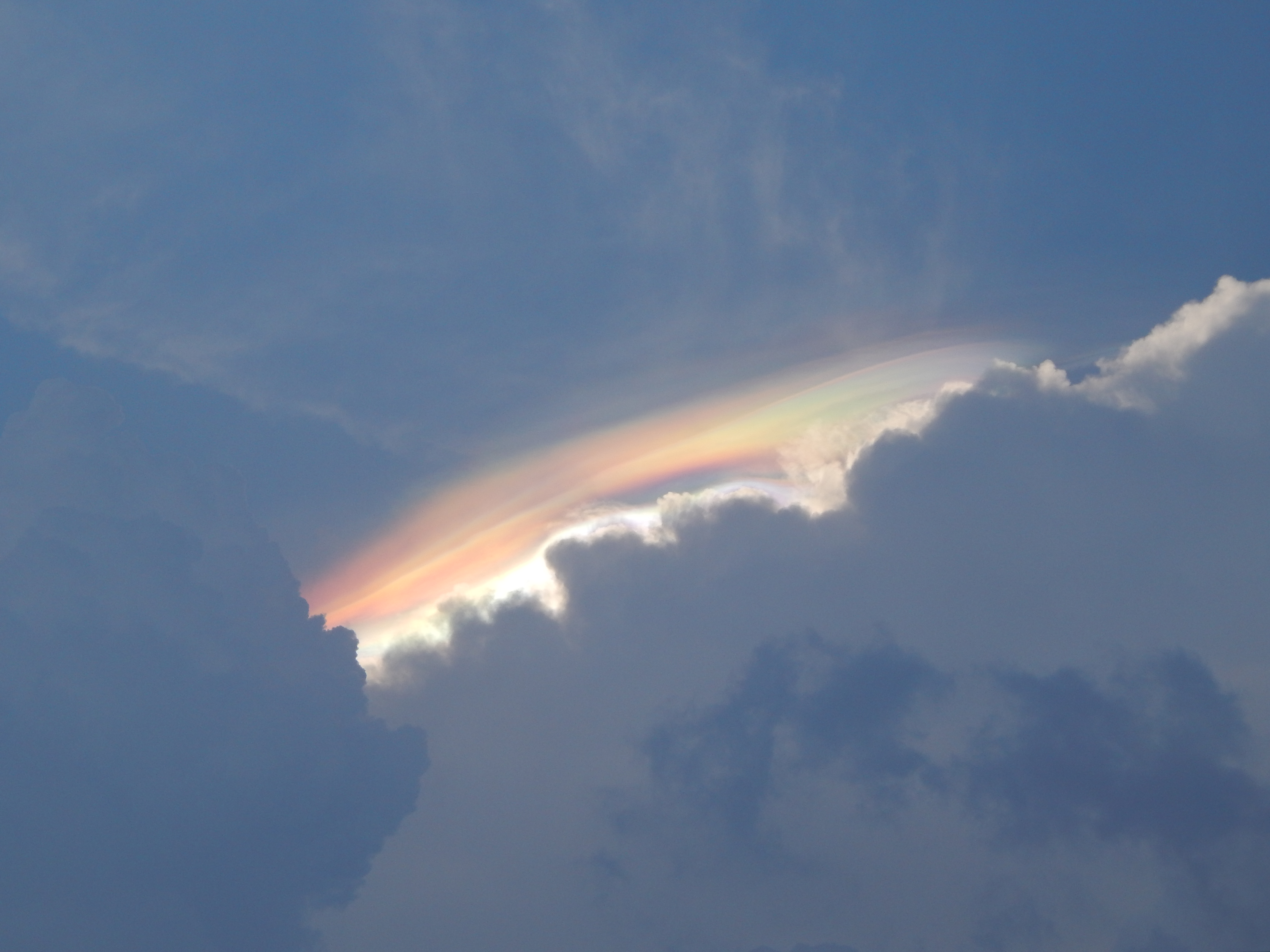
頭巾雲の彩雲

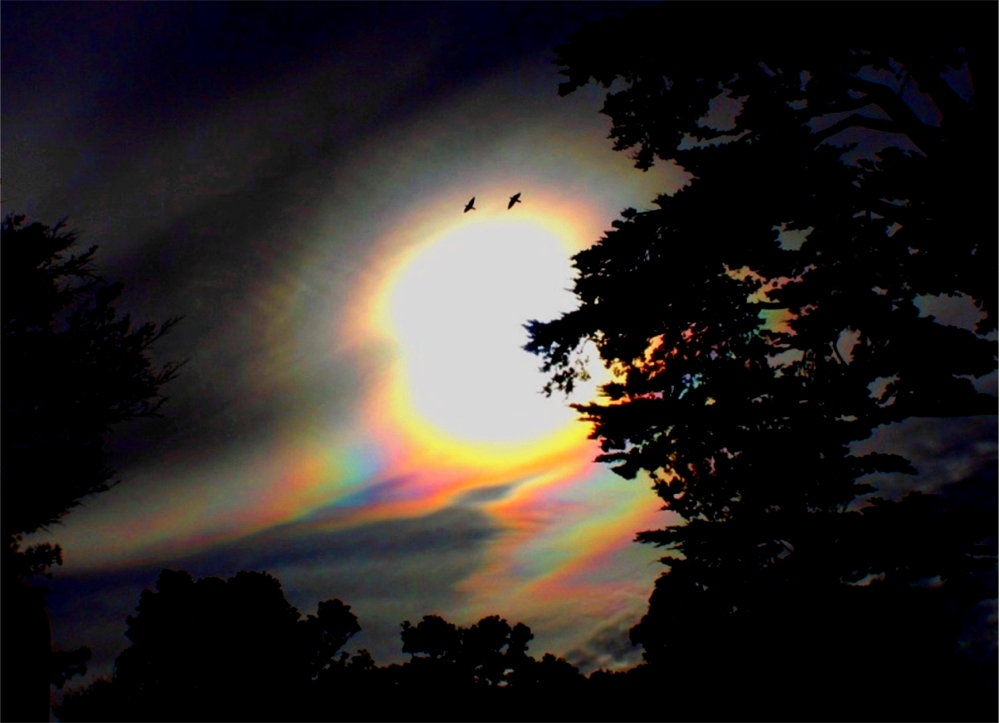
彩雲と光冠

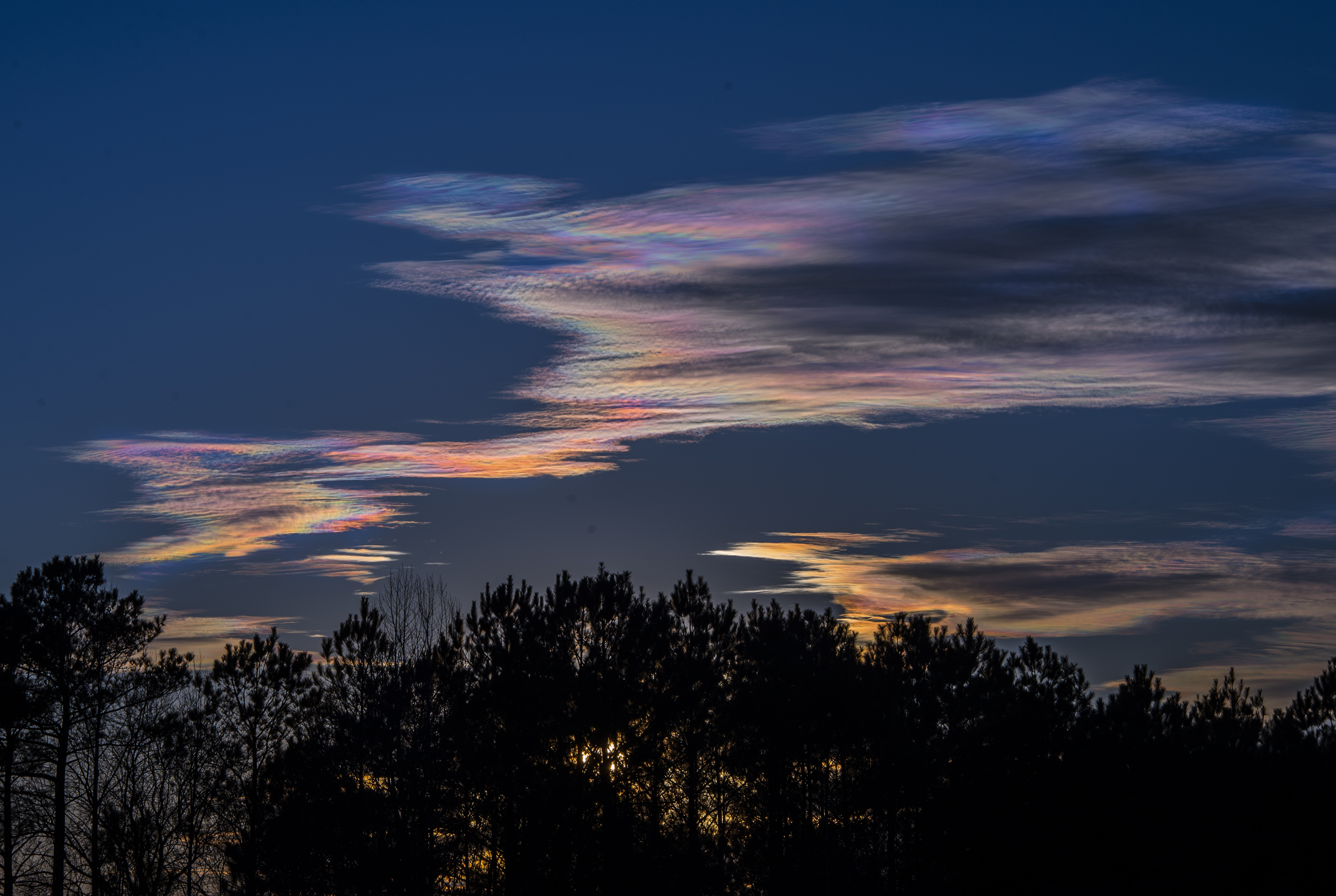
日没直前の彩雲

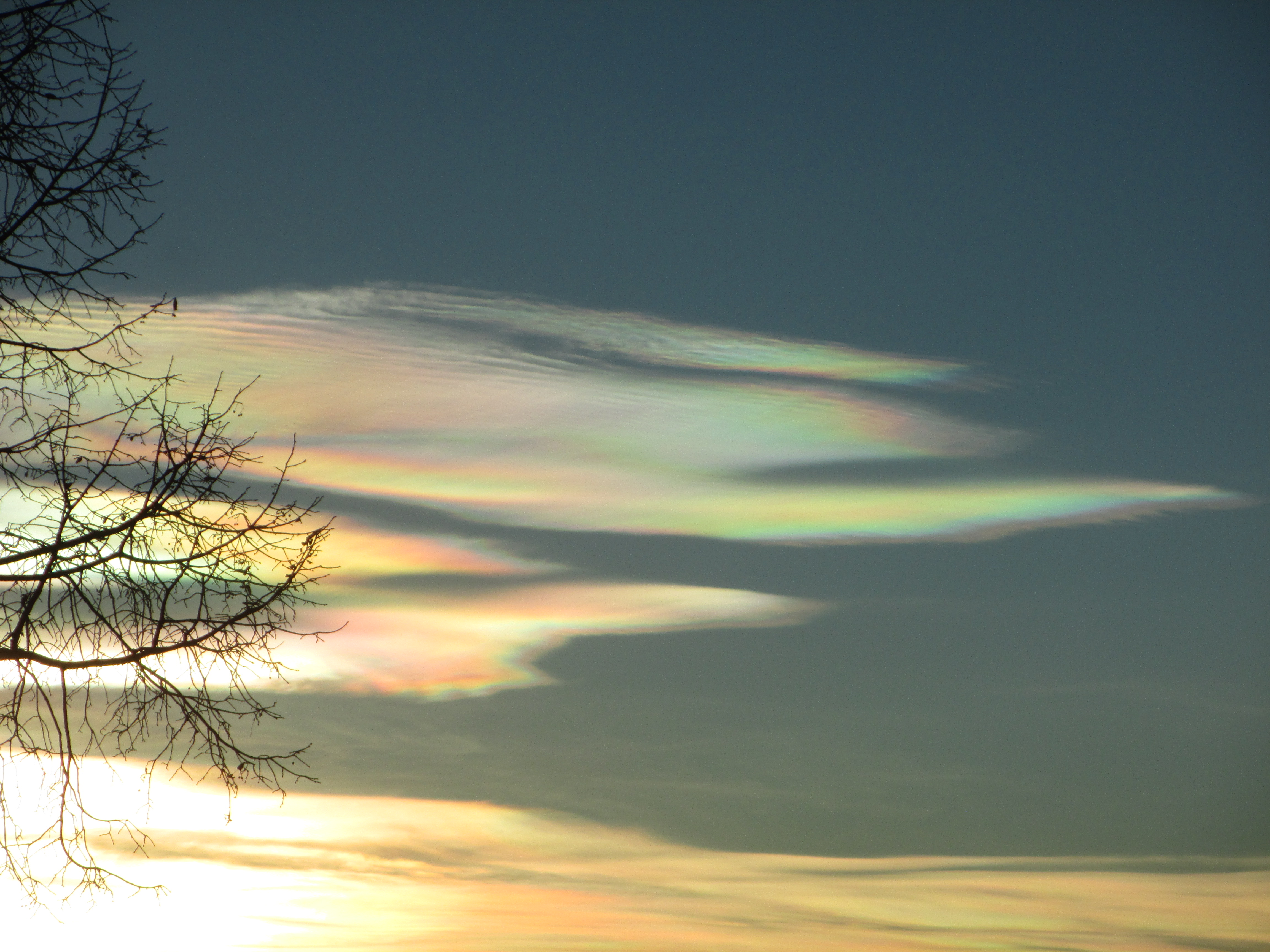
巻積雲の彩雲

彩雲（さいうん、英語: iridescent clouds）は、太陽の近くを通りかかった雲に、緑や赤など多色の模様がまだらに見える現象。
現れることは珍しくないが、昔から瑞相（ずいそう）の一つ、吉兆とされる。瑞雲（ずいうん）、慶雲・景雲（けいうん）、紫雲（しうん）などの雅称がある。

## 発生条件と鑑別
この現象は、太陽光が雲に含まれる水滴で回折し、その度合いが光の波長によって違うために生ずるもので、大気光象の1つである。巻雲、巻積雲、巻層雲や高積雲に現れ、風で千切られた積雲に見えることもある。また、成層圏に発生する真珠母雲も同様の回折による光彩 (iridescence) を特徴とする雲である（真珠母雲はすべて光彩をもつ）。
彩雲の光彩 (iridescence) は、順序立って色が並んだ一定間隔の平行な縞模様を基本としつつ、それが歪んだ形になる。雲の輪郭・縁に平行な縞模様となることが多い。雲の水滴粒子（雲粒）の大きさが揃って均一に近いほど、鮮明な色彩となる。
薄いベールのような巻雲や巻層雲では雲のどの部分でも現れるが、辺縁部の方が見やすい。中心部が厚い巻積雲、高積雲や積雲では、雲の断片が太陽または月に近づいた時に、その辺縁部に現れる。発達した積雲の頂上に帽子をかぶったようにできる頭巾雲・ベール雲にもしばしば現れる。また、雲粒が均一なことが多いレンズ状の雲では大きなものが現れることがあるという。
太陽（または月）からの天空上での見かけの大きさ（視角度）が 10度以内に現れるものが多いが、20度 - 30度以内に現れることもある。
なお、太陽を中心点とする同心円状に光彩が現れる光冠と異なり、彩雲の模様は太陽からの同心円に平行ではなくばらばらとなる。なお光冠も回折により起こり、同様の雲に見られる。
雲の辺縁部や断片雲で雲が消えつつあるとき、蒸発する前の水滴は表面張力の作用で同じ大きさの粒が揃いやすい。雲の中心部は大粒、外側は小粒だが、その大きさの変化が小さくて順序良く帯状に並ぶことがあって、このとき彩雲が見えやすい。同径の粒子は回折を経た色が同一になるので、粒子径の分布が縞模様の見え方に反映されている。なお、水滴（上空では過冷却水滴）のみならず、微小氷晶の雲でも発生するという研究がある。
彩雲とよく混同されるのが「環水平アーク」である。環水平アークは太陽高度が58度以上と高いとき（夏季を主とした昼間）太陽の下方に現れる、水平線に平行な（見かけ上はやや上に反って見える）虹色の光彩の帯で、雲の中の氷晶により見られる。
- 彩雲の光彩模様は不規則で曲がった帯状。環水平アークの模様は水平線に平行[1][7]。
- 彩雲は太陽の近くで見える。環水平アークは太陽から一定の距離だけ（目安として腕を伸ばして手のひら2つ分）離れている[7]。
- 彩雲は太陽が低くても見えるが、環水平アークは太陽が高くなければ見えない[7]。
- 彩雲は光彩の色相が幾重にも繰り返すが、環水平アークはふつう虹1つ分の色相で上が赤・下が青紫[7]。

などが鑑別のポイントとなる。
また、彩雲は環水平アークと共に地震雲の例に挙げられることもあるが、地震の発生メカニズムとの関連は科学的には示されていない。
写真撮影に当たっては、太陽に近いところに現れるため、強い光による白飛びを避ける工夫が必要である。雲の厚い部分に太陽が隠れるタイミングに撮る、建物の出っ張った部分などを利用し太陽だけが隠れるようにする、などの方法がある。

## 文化との関わり
彩雲は景雲や慶雲、また瑞雲などとも呼ばれ、仏教などにおいては「日暈」などとともに、寺院の落慶、開眼法要などには「五色の彩雲」等と呼ばれる、仏教的に重要な際によく発生する現象として認識されていた。また、西方極楽浄土から阿弥陀如来が菩薩を随えて、五色の雲に載ってやってくる『来迎図』などにも描かれており、瑞相の一つとしても捉えられていた。
日本における記述例としては、『続日本紀』神護景雲元年（767年）7月23日条と9月1日条に、五色雲の記録が見られる。また、その出現自体が改元の理由ともなり得て、飛鳥時代の704年から708年までは「慶雲」、奈良時代の767年から770年までは前述の「神護景雲」の2つの年号が採用された。
実際には上述の「環水平アーク」同様、特定の気象条件や大気の状態により発生する、それほど珍しくない大気現象であるが、それ故に特定の事象、行事と結びつけて認識されることが多々あったと考えられる。

## 実験による再現
彩雲は簡単な実験により観察が可能である。カップとお湯を用意し、風のない部屋の中でカップにお湯を注ぐ。沸点に近い温度では湯気が激しすぎるので、お湯の温度を加減していき、観察しやすいくらいの緩やかさに調節するとよい。ここで光線を当て、真横ではなく斜め30度くらいから見ると、ゆらめく湯気の中に色彩が現れる瞬間がある。これが回折による色彩で彩雲と同じものである。部屋を暗くして、日光でも懐中電灯でもよいが光線を絞って当てるとなおよい。